# Amtsgericht Amberg

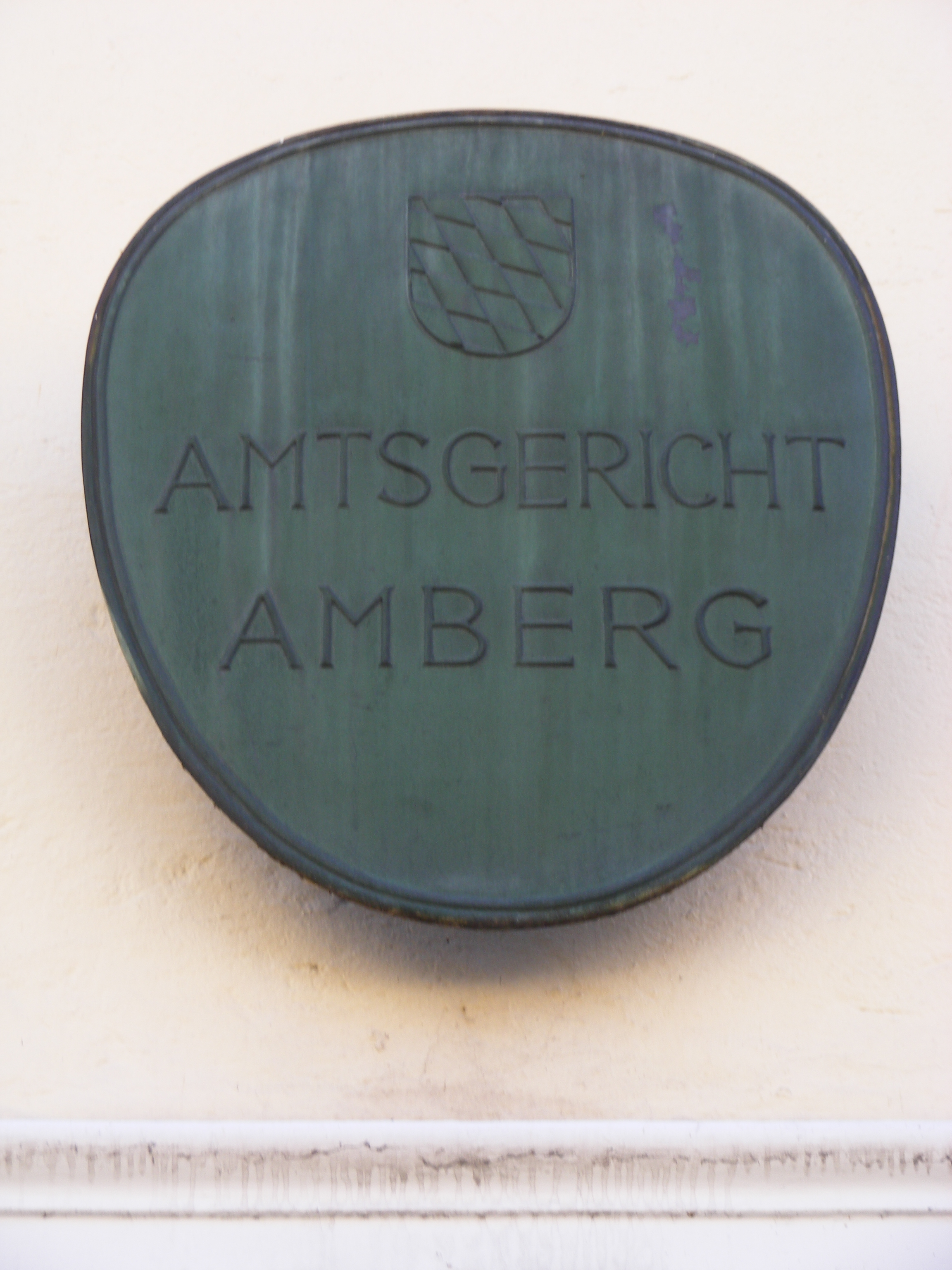
Dienststellenschild

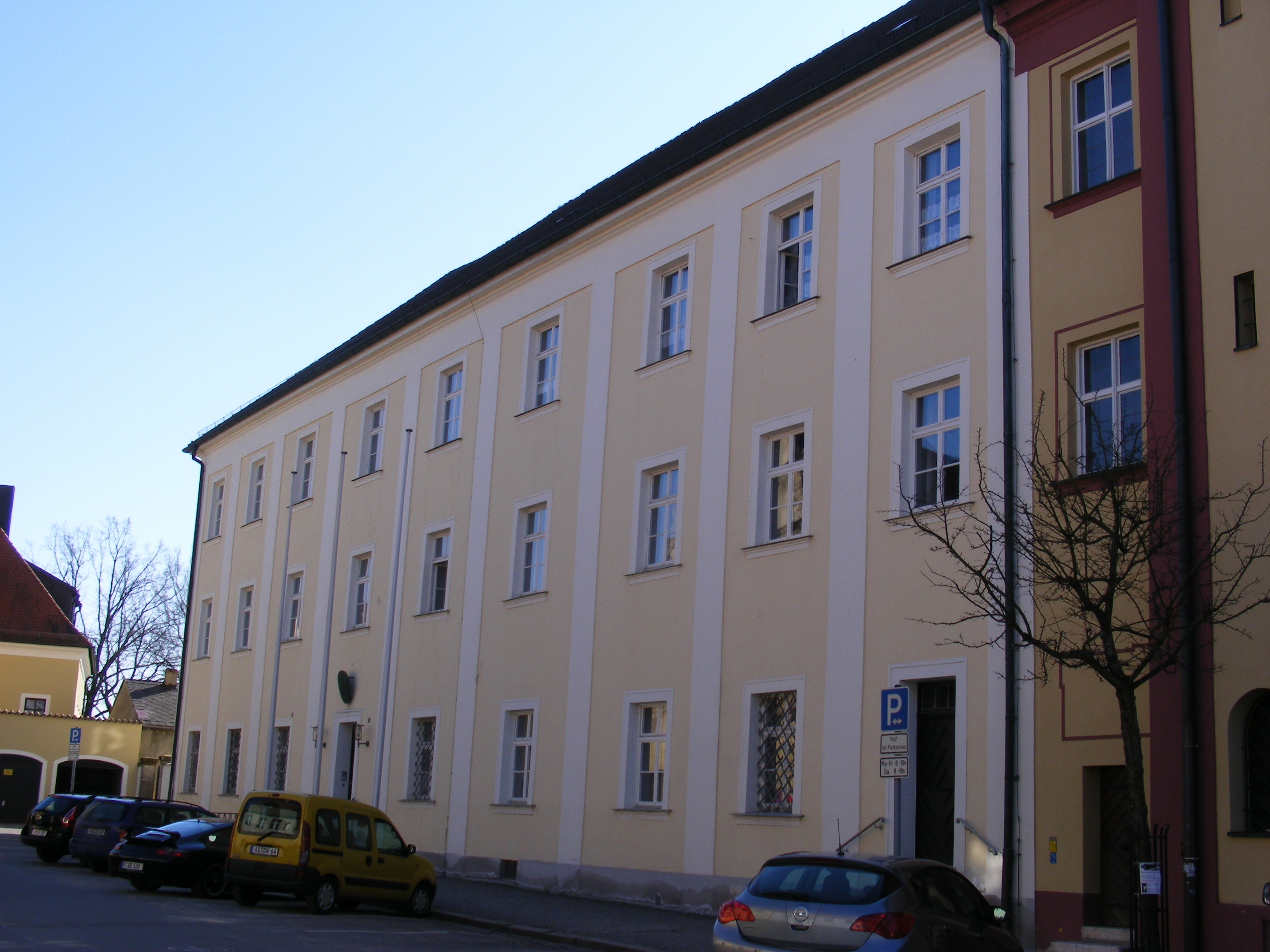
Dienstgebäude Paulanerplatz (Außenansicht Frontfassade), 2011

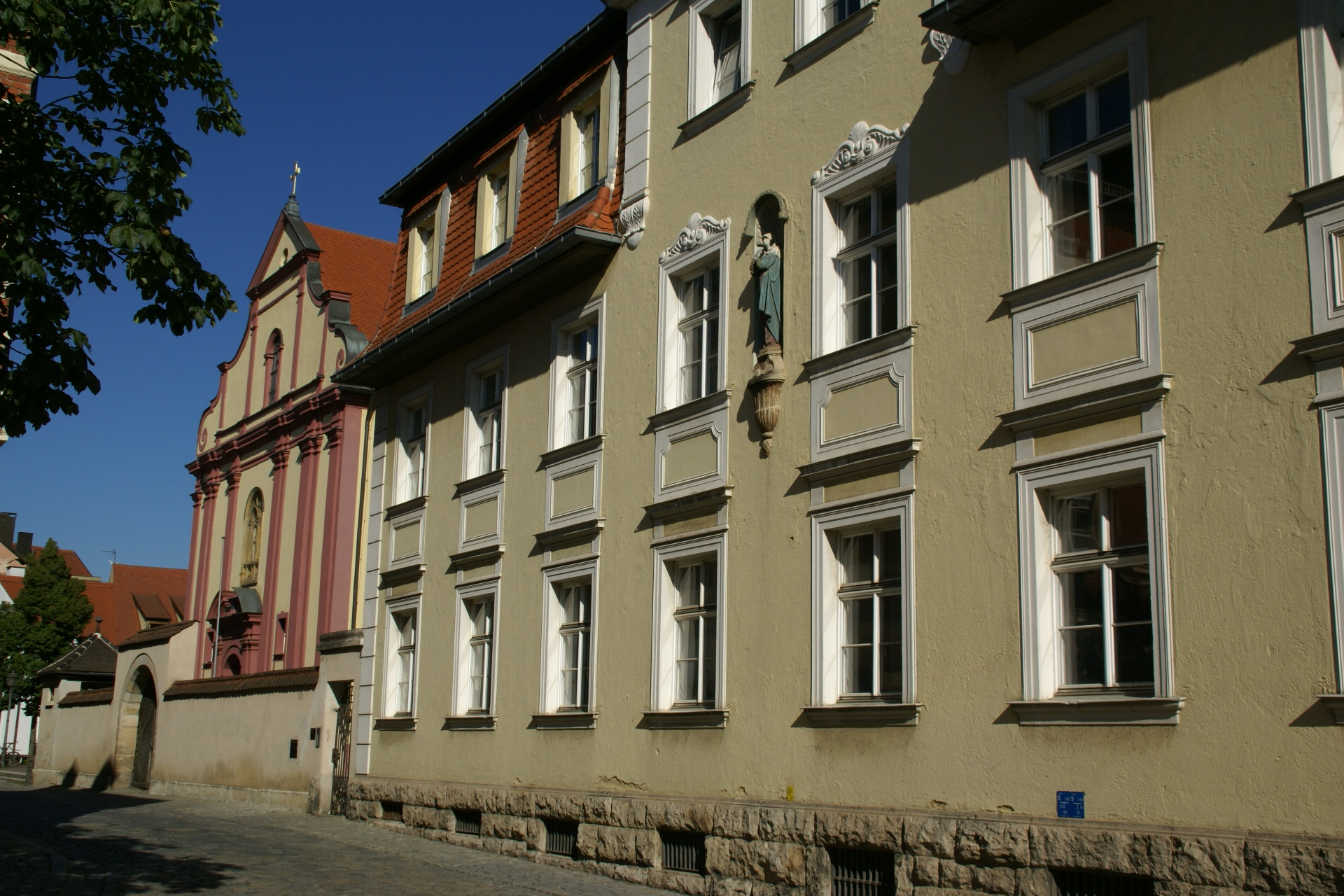
Dienstgebäude Baustadelgasse (Ansicht von der Paulanergasse), 2010

Das Amtsgericht Amberg ist ein seit 1879 bestehendes Gericht der ordentlichen Gerichtsbarkeit und eines von 73 Amtsgerichten in Bayern. Es hat seinen Sitz in der kreisfreien Stadt Amberg und ist aus dem von 1862 bis 1879 bestehenden Stadt- und Landgericht Amberg hervorgegangen.

## Zuständigkeitsbereich
Der Amtsgerichtsbezirk umfasst den gesamten Landkreis Amberg-Sulzbach sowie die kreisfreie Stadt Amberg. In diesem Bezirk leben rund 150.000 Menschen. Das Gericht ist erstinstanzlich für Zivil-, Familien- und Strafsachen zuständig. In Registersachen, Insolvenz- und Zwangsversteigerungsverfahren erstreckt sich der Zuständigkeitsbereich auch auf die Stadt und den Landkreis Schwandorf.

## Übergeordnete Gerichte
Dem Amtsgericht Amberg ist das Landgericht Amberg übergeordnet, welche beide wiederum dem Bezirk des Oberlandesgericht Nürnberg angehören.

## Geschichte
Das Gebiet um die Stadt Amberg gehört schon seit dem 14. Jahrhundert zu Bayern bzw. zu den wittelsbachischen Linien Pfalz-Neuburg und Pfalz-Sulzbach. 1803 wurden auf dem Gebiet des heutigen Landkreises Amberg-Sulzbach die Landgerichte Amberg und Sulzbach errichtet. Zudem bestand das Stadtgericht Amberg. Sie alle gehörten ab 1808 zum Regenkreis (Hauptstadt Straubing, ab 1810 Regensburg). 1809 wurde Amberg eine kreisunmittelbare Stadt. 1838 wurde zusätzlich das Landgericht Vilseck gebildet.
Anlässlich der am 1. Juli 1862 in Kraft getretenen vollständigen Trennung von Rechtsprechung und Verwaltung in den rechtsrheinischen Landesteilen des Königreichs Bayern wurde das bisherige Stadtgericht Amberg mit dem bisherigen Landgericht Amberg zu einem Stadt- und Landgericht vereinigt. Der Bezirk dieses Gerichts bestand aus den Städten Amberg und Hirschau, den Märkten Rieden und Schnaittenbach sowie den Landgemeinden Ammersricht, Ammerthal, Aschach, Diebis, Ebermannsdorf, Egelsheim, Ensdorf, Forst, Freudenberg, Gärmersdorf, Gailoh, Garsdorf, Haag, Hiltersdorf, Hohenkemnath, Karmensölden, Köfering, Kötzersricht, Lintach, Mendorferbuch, Mimbach, Pittersberg, Pursruck, Raigering, Siegenhofen, Steiningloh, Thanheim, Theuern, Traßlberg, Ullersberg, Ursensollen, Ursulapoppenricht, Weiher, Wolfsbach, Wutschdorf und Zant.  Nächsthöhere Instanz war das Bezirksgericht Amberg.
Mit der Einführung des Gerichtsverfassungsgesetzes am 1. Oktober 1879 wurden die bisherigen bayerischen Gerichte aufgehoben. An die Stelle der Appellationsgerichte traten nun die Oberlandesgerichte, an die Stelle der Bezirksgerichte die Landgerichte und an die Stelle der Stadtgerichte, der Landgerichte sowie der Stadt- und Landgerichte die Amtsgerichte. So wurde aus dem bisherigen Stadt- und Landgericht Amberg das jetzige Amtsgericht Amberg, welches zum Bezirk des an die Stelle des Bezirksgerichts getretenen Landgerichts Amberg gehörte.
In Folge der Aufhebung des Amtsgerichts Kastl am 1. November 1930 erweiterte sich der Amberger Gerichtssprengel um die Orte Allersburg, Brunn, Engelsberg, Gebertshofen, Hausen, Kastl, Lauterhofen, Pfaffenhofen, Ransbach, Thonhausen, Utzenhofen, Winkl und Wolfsfeld.
Zum 1. Januar 1970 wurden noch die vom Amtsgerichtsbezirk Weiden abgetrennten Gemeinden (Adlholz, Ehenfeld, Freihung, Gressenwöhr, Großschönbrunn, Hahnbach, Iber, Irlbach, Kürmreuth, Langenbruck, Massenricht, Schlicht, Seugast, Sigl, Sigras, Süß, Thansüß, Vilseck und Weißenberg) eingegliedert.
Nach der Gebietsreform in Bayern wurde 1973 auch das Amtsgericht Sulzbach-Rosenberg aufgelöst und dem Amtsgericht Amberg zugeordnet.

## Gebäude
Das Gericht ist in zwei Gebäuden untergebracht. Ein Gebäude befindet sich am Paulanerplatz 4 im ehemaligen Paulanerkloster, das andere in der Baustadelgasse 1 in Amberg.